# Уйсьце-Єзуїцьке
Уйсьце-Єзуїцьке (пол. Ujście Jezuickie) — село в Польщі, у гміні Ґрембошув Домбровського повіту Малопольського воєводства.
Населення — 367 осіб (2011).
У 1975-1998 роках село належало до Тарновського воєводства.

## Демографія
Демографічна структура станом на 31 березня 2011 року:
|          | Загалом | Допрацездатний вік | Працездатний вік | Постпрацездатний вік |
| -------- | ------- | ------------------ | ---------------- | -------------------- |
| Чоловіки | 182     | 23                 | 135              | 24                   |
| Жінки    | 185     | 29                 | 112              | 44                   |
| Разом    | 367     | 52                 | 247              | 68                   |